# Mérona
Mérona é uma comuna francesa na região administrativa da Borgonha-Franco-Condado, no departamento de Jura. Estende-se por uma área de 2,97 km². Em 2010 a comuna tinha 8 habitantes (densidade: 2,7 hab./km²).